# Мислетин
Мислетин (чеш. Mysletín) је насељено мјесто са административним статусом сеоске општине (чеш. obec) у округу Пелхримов, у крају Височина, Чешка Република.

## Становништво
Према подацима о броју становника из 2014. године насеље је имало 119 становника.